# Ilog
Ilog es un municipio de tercera clase de la provincia de Negros Occidental, Filipinas. Esta fue la primera capital de las provincias de Negros Occidental y Siquijor a finales del siglo XIX. Los primeros habitantes de Ilog fueron en su mayoría inmigrantes que llegaban desde la provincia de Panay.
Según el censo del 2000, tiene una población de 46,525 personas en 9,141 hogares.

## Barangayes
Ilog está administrativamente dividido en 15 barangayes.
- Andulauan
- Bagroy
- Balicotoc
- Bocana
- Calubang
- Canlamay
- Consuelo
- Dancalan
- Delicioso
- Galicia
- Manalad
- Pinggot
- Barangay I (Población)
- Barangay II (Población)
- Tabu
- Vista Alegre